# Кордес, Кевин
Кевин Кордес (англ. Kevin Cordes; род. 13 августа 1993, Нейпервилл, Иллинойс, США) — американский пловец, специализирующийся в плавании брассом. Чемпион мира 2015 года, призёр чемпионата мира, чемпион мира по плаванию на короткой воде.

## Биография
Кевин Кордес родился 13 августа 1993 года. С 2011 году учится в Аризонском университете на факультете физиологии и успешно выступает за команду «Arizona Wildcats», выиграв пять золотых медалей на национальном чемпионате Ассоциации студенческого спорта в 2012—2014 годах. В 2013 был признан лучшим пловцом ассоциации года.
В 2012 году на национальном отборе на Олимпийские игры Кевин стал третьим на стометровке брассом и двенадцатым на дистанции 200 метров и не попал в олимпийскую команду. В декабре того же года американец стал чемпионом мира на короткой воде в комбинированной эстафете, также выиграл бронзовую медаль на 100 метрах брассом.
В 2013 году Кордес отобрался на чемпионат мира, где выступил в четырёх дисциплинах. Сначала на дистанции стометровке брассом Кевин стал седьмым. На дистанции вдвое короче американский пловец не пробился в полуфинал, став лишь 21-м в предварительной стадии соревнований. Затем на дистанции 200 метров не попал в финал, показав 9-е время в полуфинале. Кевин выступил в финальном заплыве в комбинированной эстафете, где американская команда показала лучший результат, но была дисквалифицирована за фальстарт при передаче эстафеты на этапе Кордеса.
В 2015 году Кевин удачно выступил на чемпионате мира, где выиграл 4 медали. На дистанции 50 метров брассом Кевин завоевал бронзовую медаль. Затем в смешанной комбинированной эстафете завоевал «серебро». На дистанции 200 м брассом завоевал «серебро», проиграв в борьбе за первое место немцу Марко Коху 0,29 секунды. Кевин Кордес выступил в комбинированной эстафете, где выиграла в упорной борьбе команда США, и, таким образом, стал чемпионом мира.